# Buddy Shuman 250 1961
Buddy Shuman 250 1961 var ett stockcarlopp ingående i  Nascar Grand National Series (nuvarande Nascar Cup Series) som kördes 8 september 1961 på den 0,4 mile (643,737 m) långa ovalbanan Hickory Motor Speedway i Hickory, North Carolina. Totalt avverkades 100 miles (160,934 km) fördelat på 250 varv. Banunderlaget var dirt. Loppet vanns av Rex White i en Chevrolet på tiden 1:28:51 med en medelhastighet på 67,529 mph körandes för White-Clements. Han var vid målgång ensam förare på ledarvarvet, ett varv före tvåan Jack Smith. Prispotten uppgick till 3 895 dollar, varav 900 dollar gick till segraren. Loppet är uppkallat efter stockcarföraren Buddy Shuman som dog i en hotellbrand 13 november 1955.

## Resultat
| Plc     | Nr | Förare           | Team/ bilägare    | Konstruktör | Start | Varv | Ledda varv |
| ------- | -- | ---------------- | ----------------- | ----------- | ----- | ---- | ---------- |
| 1       | 4  | Rex White        | White-Clements    | Chevrolet   | 1     | 250  | 32         |
| 2       | 47 | Jack Smith       | Jack Smith        | Pontiac     | 13    | 249  | 0          |
| 3       | 86 | Buck Baker       | Buck Baker        | Chrysler    | 5     | 249  | 0          |
| 4       | 6  | Cotton Owens     | Cotton Owens      | Pontiac     | 8     | 248  | 0          |
| 5       | 85 | Emanuel Zervakis | Monroe Shook      | Chevrolet   | 11    | 246  | 0          |
| 6       | 48 | G.C. Spencer     | G.C. Spencer      | Chevrolet   | 12    | 242  | 0          |
| 7       | 17 | Fred Harb        | Fred Harb         | Ford        | 9     | 240  | 0          |
| 8       | 11 | Ned Jarrett      | B.G. Holloway     | Chevrolet   | 7     | 239  | 160        |
| 9       | 74 | L.D. Austin      | L.D. Austin       | Chevrolet   | 18    | 233  | 0          |
| 10      | 93 | Lee Reitzel      | Lee Reitzel       | Ford        | 15    | 225  | 0          |
| 11      | 3  | Mark Hurley      | i.u.              | Ford        | 16    | 224  | 0          |
| 12      | 5  | Paul Lewis       | i.u.              | Chevrolet   | 19    | 222  | 0          |
| 13      | 19 | Herman Beam      | Herman Beam       | Ford        | 14    | 221  | 0          |
| 14      | 54 | Jimmy Pardue     | Jimmy Pardue      | Chevrolet   | 4     | 194  | 0          |
| 15      | 7  | Joe Weatherly    | Elmo Henderson    | Pontiac     | 3     | 189  | 0          |
| 16      | 71 | Bob Barron       | Bob Barron        | Dodge       | 20    | 162  | 0          |
| 17      | 42 | Richard Petty    | Petty Enterprises | Plymouth    | 6     | 102  | 0          |
| 18      | 36 | Larry Thomas     | Wade Younts       | Chevrolet   | 17    | 89   | 0          |
| 19      | 23 | Doug Yates       | Raeford Johnson   | Plymouth    | 10    | 62   | 0          |
| 20      | 27 | Junior Johnson   | Rex Lovette       | Pontiac     | 2     | 58   | 58         |
| Källor: |    |                  |                   |             |       |      |            |